# Pęczek podłużny dolny
Pęczek podłużny dolny, pęczek skroniowo-potyliczny (łac. fasciculus longitudinalis inferior, fasciculus temporooccipitalis) – w anatomii człowieka pęczek włókien kojarzeniowych, łączący zakręty płata skroniowego i potylicznego. Biegnie w ścianie rogu dolnego i tylnego komory bocznej, przyśrodkowo do promienistości wzrokowej i obicia.